# Gewandhaus

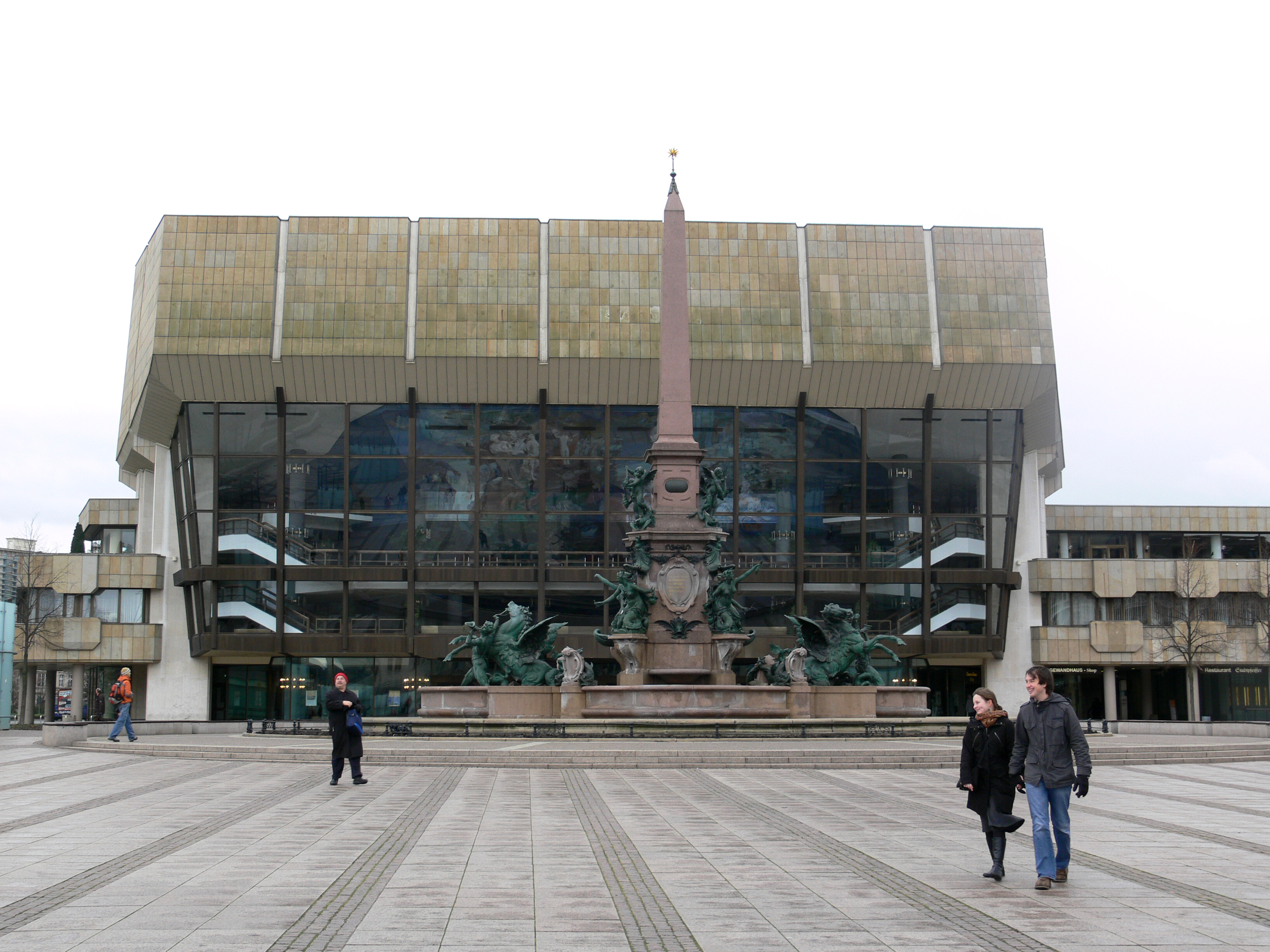
Vista de la Gewandhaus actual desde la Augustusplatz.

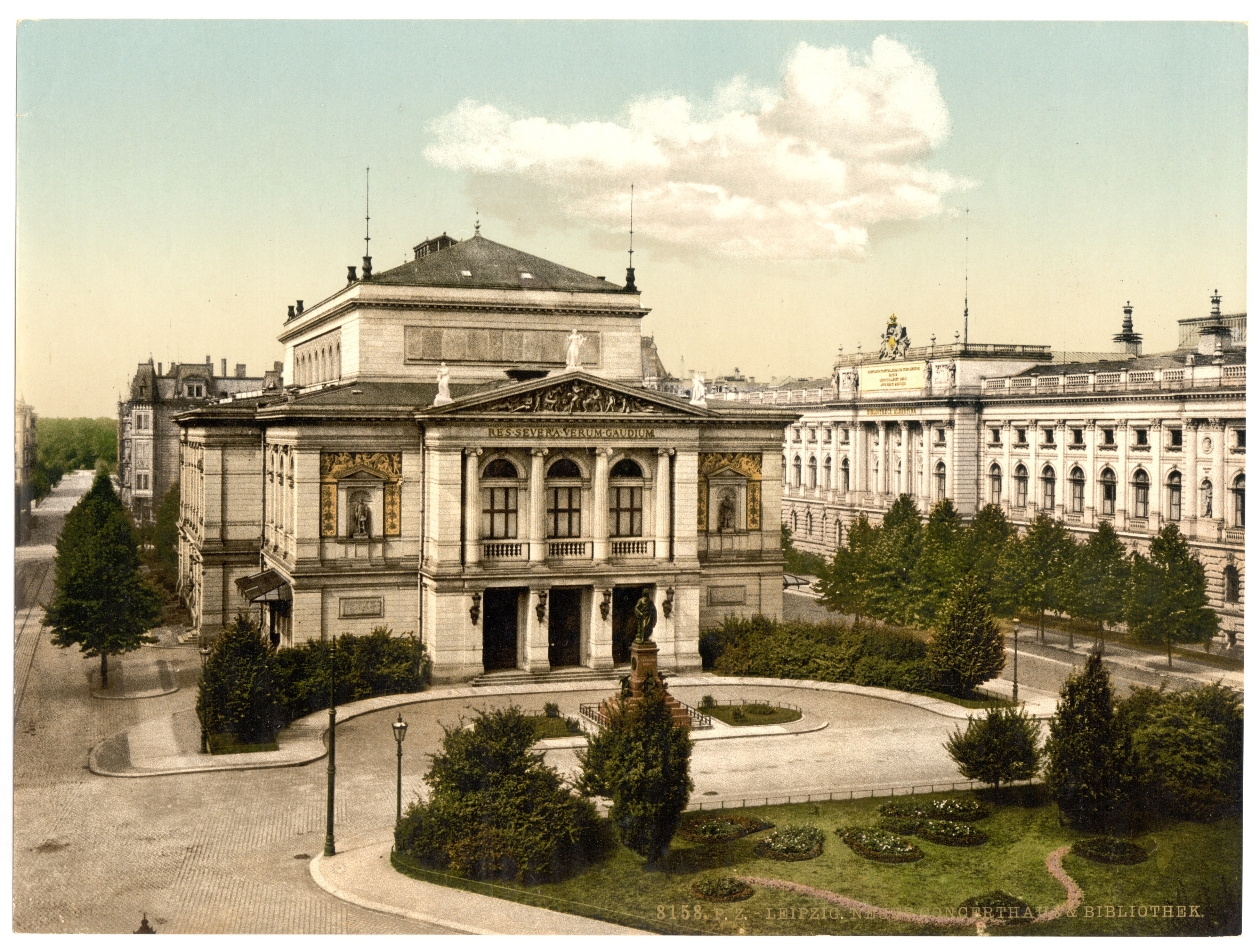
Segunda Gewandhaus, hacia 1900.

La Gewandhaus es una importante sala de conciertos de Leipzig, Alemania, y sede de la Orquesta de la Gewandhaus.
El edificio actual es el tercero construido en el mismo predio.
- El primero, de 1781, diseñado por Johann Carl Friedrich Dauthe, fue construido en la Gewandhaus, un edificio utilizado hasta entonces por la industria textil.
- El segundo, diseñado por Martin Gropius y famoso por su acústica, que sirvió de modelo a otros teatros similares, fue inaugurado en 1884 y destruido por los bombardeos durante la Segunda Guerra Mundial. Fue parcialmente alcanzado por un bombardeo aliado en la noche del 3 al 4 de diciembre de 1943, y el techo desapareció en un ulterior bombardeo el 20 de febrero de 1944. Las ruinas de la Gewandhaus no desaparecieron, sin embargo, hasta 1968, demolidas para dejar espacio a un aparcamiento, hasta el año 2002. Mientras tanto, la orquesta utilizó el cine Kapitol, en 1944 et 1945, y entre 1946 y 1981 el Kongreßhalle am Zoo.
- El actual, diseñado por Rudolf Skoda con Eberhard Göschel, Volker Sieg y Winfried Sziegoleit en un estilo brutalista en boga en la época, comenzó a construirse en 1977 y abrió sus puertas en 1981, en la época de la República Democrática Alemana.

## Historia
Al principio, la Gewandhaus abastecía el comercio textil de la ciudad de Leipzig. Era un edificio de tres alas ubicado entre Gewandgäßchen y Kupfergasse. Fue a la vez una sala de comercio y recinto ferial de los comerciantes de telas (de ahí su nombre, que significa Casa de prendas). La planta baja del ala bordeada por la Universitätsstraße fue el arsenal cívico hasta 1828. Las autoridades civiles aprobaron la construcción de la primera sala de conciertos de Leipzig dentro de este edificio, cuya finalización requirió solamente dieciocho meses. Tras haberse realizado la posada "Zu den drei Schwanen" desde 1743 hasta 1778, el gran concierto (Grandes Conciertos) continuó en la sala recién finalizada en noviembre de 1781 por Friedrich Dauthe. La sala en sí contribuyó significativamente al creciente renombre de la orquesta. El pasillo, construido enteramente de madera, "colgaba" en el piso superior del edificio. La sala actuó no solo como una cámara de resonancia, sino que también se podía entender como un instrumento musical adicional que complementaba a la orquesta en el escenario. 
La audiencia del momento presenció la única aparición de Mozart en Leipzig, el primer recital público de Clara Wieck y dos de los virtuosos del piano más célebres: Carl Maria von Weber y Franz Liszt. También pasaron por la sala personajes tan importantes como Berlioz, Brahms y Wagner (este último siendo director de la Orquesta de la Gewandhaus). Además, el público tuvo el privilegio de presenciar las primeras actuaciones de obras tan importantes en la historia de la música como el Concierto para violín de Mendelssohn o la primera sinfonía de Schumann, Primavera.
Alrededor de 1860, las deliberaciones sobre la construcción de una nueva sala de conciertos comenzaron en serio. La gerencia de Gewandhaus esperaba encontrar un sitio adecuado directamente en el centro de la ciudad, mientras que el Ayuntamiento proponía ubicar la sala hacia las afueras de Leipzig, con la esperanza de estimular el inicio de un vecindario completamente nuevo. Y así, de hecho, resultó: después de dos años y medio de construcción, se inauguró la Neue Gewandhaus en diciembre de 1884, provocando la evolución del Musikviertel. En contraste con la Gewandhaus original, la nueva sala era propiedad de la Junta de Conciertos de Gewandhaus. El gran salón albergaba a 1500 oyentes. Muchos de los grandes músicos de la época aparecieron en la Gewandhaus (Bruckner en el órgano, Hindemith en la viola, Stravinksy al piano, etc.).
En 1892, se inauguró un monumento a Felix Mendelssohn frente al Neue Gewandhaus. 44 años más tarde, en 1936, el régimen nazi decretó que un monumento en honor a un "judío de pura sangre" causaría ofensas públicas y ordenó su demolición. En 1933, el Kapellmeister Bruno Walter ya había recibido una prohibición laboral. Walter nunca volvería a Leipzig.
El Neue Gewandhaus sufrió un golpe directo durante el bombardeo en febrero de 1944. La destrucción de su hogar provocó que la Orquesta de la Gewandhaus llevara una existencia un tanto nómada, recurriendo a tocar en varios pasillos de la ciudad hasta que, en 1947, encontraron un lugar provisional donde tocar: el salón de congresos del zoológico.
Pasaron más de treinta años hasta que Leipzig pudo llamar propia con orgullo una nueva sala de conciertos: la (segunda) Neue Gewandhaus en el lado sur de Karl-Marx-Platz, la actual Augustusplatz.
El tercer Gewandhaus fue la única sala de conciertos que se construyó en la RDA (antiguo Estado comunista en el este de Alemania). El maestro de capilla, Kurt Masur, inició la campaña para su construcción y colaboró estrechamente con el equipo de arquitectos y acústicos durante el período de construcción de 57 meses.

- Bombardeos estratégicos durante la Segunda Guerra Mundial